# Regimini militantis Ecclesiæ
Regimini militantis Ecclesiæ (Pour le gouvernement de l'Église militante) est la bulle pontificale promulguée par le pape Paul III le 27 septembre 1540, et qui approuvait la fondation de la Compagnie de Jésus comme ordre religieux.

## Circonstances historiques
N'étant pas parvenus à trouver passage sur un bateau quittant Venise pour la Terre sainte, Ignace de Loyola et ses compagnons se rendent à Rome en octobre 1538, afin de se mettre à la disposition du pape, comme ils se l'étaient promis.
Quelque temps plus tard, comprenant que les différentes missions que leur a confiées le pape vont les disperser, ils se posent la question de savoir s'ils veulent rester unis sur le plan spirituel. Après avoir prié et échangé leurs points de vue, la décision est prise : puisque c'est le Christ qui les a réunis, ils estiment que c'est sa volonté qu'ils restent unis. Une charte est présentée au pape, qui la reçoit favorablement et donne finalement son approbation solennelle dans cette bulle Regimini militantis Ecclesiæ de 1540. Le nombre des membres est alors fixé à soixante.

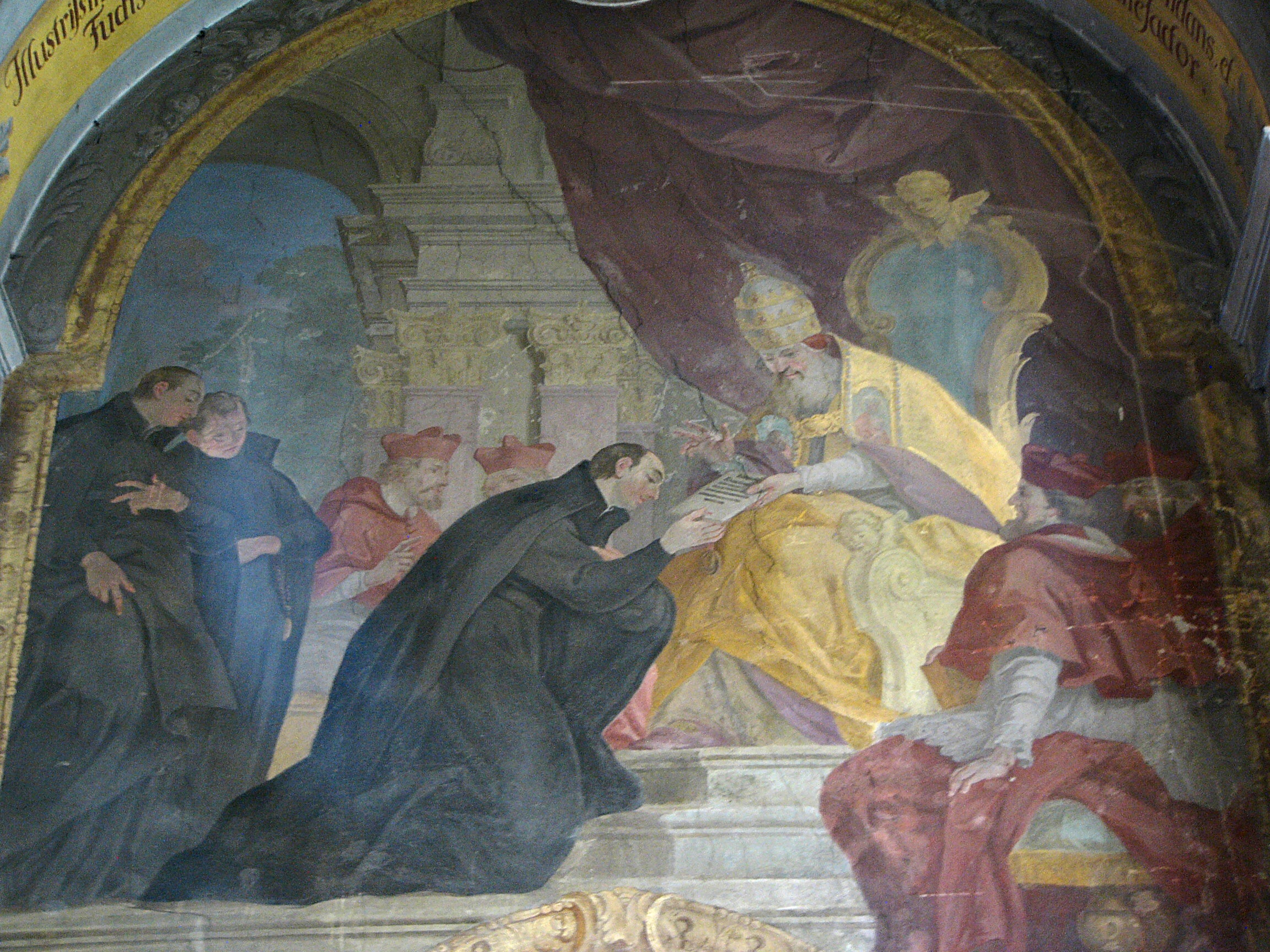
Approbation des statuts de la Société de Jésus, une fresque de J.C. Handke dans l'église Notre-Dame-des-Neiges à Olomouc.

Le premier groupe de jésuites (qui eux-mêmes se désignaient simplement comme « compagnons » ou « amis dans le Seigneur ») procède en avril 1541 à l'élection d'Ignace de Loyola comme supérieur général, malgré sa réticence, et lui promet obéissance, le reconnaissant comme « tenant la place de Dieu » pour les décisions concernant l'apostolat dans lequel la nouvelle compagnie désire s'engager.

## Contenu de la bulle
Dans un paragraphe d’introduction le pape souligne le caractère international du groupe des dix prêtres fondateurs en donnant leurs noms avec les diocèses dont ils sont originaires : Ignace de Loyola et François Xavier (diocèse de Pampelune), Pierre Favre, Claude Le Jay et Paschase Broët (tous trois du diocèse de Genève), Diego Lainez et Alfonso Salmeron (archidiocèse de Tolède), Simon Rodrigues (Viseu, au Portugal), Jean Codure (Embrun) et Nicolas Bobadilla (Siguënza).
Ces prêtres, docteurs en théologie de l’université de Paris, ont renoncé au monde et vivent de manière religieusement exemplaire. Ils désirent se mettre au service du Seigneur Jésus et du souverain pontife, et pour ce faire souhaitent fonder un institut religieux. Canoniquement ils sont appelés « clercs réguliers » (c’est-à-dire « prêtres suivant une règle religieuse de vie »).
Est incorporée ensuite dans la bulle la charte de fondation de la Compagnie de Jésus, appelée Formula Instituti. Paul III y reprend, quasiment sans modification, le texte soumis par Ignace en 1539.
- Le nom de « Compagnie de Jésus » est approuvé.
- Les membres de l’institut serviront le Christ et son Église, sous le souverain pontife.
- Ils prononceront les vœux de pauvreté, chasteté et obéissance
- L’institut est fondé pour aider au progrès des âmes dans la vie et la doctrine chrétienne par divers ministères apostoliques (dont l’éducation et les exercices spirituels).
- Les charges et services seront entre les mains d’un supérieur général élu par tous, qui devra établir des Constitutions.
- Les Constitutions (ou leurs modifications) seront approuvées par une « congrégation générale ».
- Ceux qui feront profession dans l’institut émettront un vœu d'obéissance au pape en vue des missions (mais aucun ne cherchera de mission pour lui-même).
- Les membres feront vœu d’obéissance au supérieur général, pour l’observance de la règle, et de la pauvreté évangélique.
- Les collèges et universités pourront cependant avoir des revenus, en vue d’offrir un service gratuit.
- L’office divin sera dit en privé.
- Personne ne sera admis sans avoir d’abord été soigneusement éprouvé.

En conclusion le pape Paul III approuve formellement le nouvel institut, en restreignant provisoirement le nombre des membres à soixante, et invite les évêques et autres dignitaires de l’Église à donner assistance et soutien aux membres de l’institut tout en restant vigilants.

## Autres approbations
Paul III reconfirme cette approbation par la bulle Injunctum nobis en 1544, qui supprime la clause de limitation à 60 du nombre de religieux profès. L'approbation finale, avec quelques modifications du texte, sera accordée dix ans plus tard, par la bulle Exposcit Debitum (Le devoir impose…) du 21 juillet 1550, émise par le pape Jules III.